# ゲルハルト・ティベン
ゲルハルト・ティベン(ドイツ語: Gerhard Thyben、1922年2月24日 - 2006年9月4日)は、ドイツの軍人。最終階級は空軍中尉。第二次世界大戦では総出撃数385回、総撃墜数157機(うち152機は東部戦線で、5機は西部戦線である)を記録したエース・パイロットであり、その戦功から柏葉付騎士鉄十字章を受章した。

## 経歴
1922年2月24日、ヴァイマル共和国プロイセン自由州キールに生まれる。1940年後半にドイツ国防軍空軍へ志願し、1941年夏頃までに空軍パイロットとしての許可が下りた。第二次世界大戦では空軍第3戦闘航空団や第54戦闘航空団に所属し、主に独ソ戦に参戦した。1944年9月30日には総撃墜数が100機を記録した。
1945年5月8日、ティベンはクールラント・ポケットから逃げるドイツ難民輸送船を狙うソ連の爆撃機Pe-2を撃墜したが、これが彼の大戦最後の撃墜記録となった。また同時に、これがドイツの戦闘機フォッケウルフ Fw190最後の活躍でもあった。着陸後、イギリス軍に包囲され投降、1946年までイギリスに抑留された。戦後はスペインやアルゼンチンを旅した後、コロンビア空軍の教官を務めた。

## 叙勲
- 鉄十字章
  - 二級鉄十字勲章1939年章 (1943年5月25日)[2]
  - 一級鉄十字勲章1939年章 (1943年7月10日)[2]
- 空軍名誉杯 (1943年8月31日)
- ドイツ十字章
  - ドイツ十字章金章 (1943年10月24日)[3]
- 騎士鉄十字章
  - 騎士鉄十字章 (1944年12月6日)[4]
  - 柏葉付騎士鉄十字章 (1945年4月8日)[5][6]